# Sorbo torminalis-Quercetum petraeae
Sorbo torminalis-Quercetum petraeae er et plantesamfund, som findes på voksesteder med varmt og tørt, kontinentalt klima og med en veldrænet jordbund, der er svagt sur. Blandt de fremtrædende arter er Aksel-Røn, Almindelig Avnbøg, Almindelig Liguster, Engriflet Hvidtjørn, Frynse-Eg (underdominant), Vinter-Eg (underdominant) og Tarmvrid-Røn. Samfundet findes især på Alpernes sydskråninger, men også længere oppe i Europa, hvor der er små, lune voksesteder.

## Karakterarter
- Almindelig Gyldenris
- Almindelig Hundegræs
- Almindelig Svalerod
- Bakke-Star
- Bleg Frytle
- Kantet Konval
- Liljekonval
- Lund-rapgræs
- Nikkende Limurt
- Skov-Høgeurt
- Skov-Snerre
- Skærm-Okseøje
- Smalbladet Høgeurt
- Smalbladet Klokke
- Sort Fladbælg

## Eksternt link
- Heinz Ellenberg og Christoph Leuschner: Zeigerwerte der Pflanzen Mitteleuropas Arkiveret 7. august 2015 hos  Wayback Machine - (tysk)-sproget tillægsmateriale til ovennævnte med indikatorværdier for arterne.